# Ihor Voronkov
Ihor Serhiyovych Voronkov (tiếng Ukraina: Ігор Сергійович Воронков; sinh 24 tháng 4 năm 1981) là một cầu thủ bóng đá Ukraina và Belarus. Anh trải qua sự nghiệp ở Belarus và mang quốc tịch Belarus năm 2010. Tính đến năm 2018, anh thi đấu cho Slavia Mozyr.